# David Rooney (Journalist)
David Rooney  ist ein in Australien geborener und vornehmlich für US-amerikanische Zeitschriften und Zeitungen als Journalist tätiger Film-, Literatur- und Theaterkritiker. Nach langjähriger Tätigkeit für Variety, unter anderem als Chef-Theaterkritiker, ist Rooney seit Mai 2020 Chef-Filmkritiker von The Hollywood Reporter.

## Leben
Der In Australien geborene David Rooney lebte in Sydney und London, wo er Programmkinos managte und für das Magazin Time Out arbeitete, bevor er die USA bereiste und 1989 nach Rom zog. Dort war er in Sendungen von Canal Plus und Telepiu zu sehen und zu hören und war einer der Moderatoren der Hollywood Party von Rai Radio 3. Ab 1991 begann er als Filmkritiker zu arbeiten und berichtete er für Variety von den Filmfestivals in Cannes, Venedig, Rotterdam, Locarno und San Sebastian in Europa, aber auch vom Sundance Film Festival und den Filmfestivals in New York und Toronto. Zwei Jahre später wurde er Chefkorrespondent von Variety für Italien. Im Jahr 2003 zog er nach New York und war von 2004 bis 2010 zudem der Chef-Theaterkritiker des Branchenblattes.
Im Zuge einer Kündigungswelle im Frühjahr 2020 musste Rooney Variety verlassen, wie auch sein langjähriger Kollege Todd McCarthy bei The Hollywood Reporter. Im Mai 2020 wurde Rooney als McCarthys Nachfolger neuer Chef-Filmkritiker von The Hollywood Reporter, für den er bereits seit 2010 tätig war, zuletzt als Chef-Theaterkritiker.
Rooneys Arbeit wurden über die Jahre auch in der New York Times, der Los Angeles Times und im Rolling Stone veröffentlicht. Er erhielt für seine Arbeit zwei Southern California Journalism Awards und wurde im Rahmen der National Entertainment and Arts Journalism Awards als bester Theaterkritiker ausgezeichnet. Zudem war Rooney viele Male Mitglied der Nominierungsjury für die Gotham Awards und im Jahr 2010 auch für den Pulitzer-Preis.
Rooney ist Mitglied des New York Film Critics Circle und des New York Drama Critics Circle.